# Zygmunt Raczyński
Zygmunt Raczyński (ur. 1592 (?), zm. 1662) – polski urzędnik, sędzia i polityk.

## Życiorys
Data urodzenia nie jest pewna, ale przyjmuje się rok 1592 lub okres nieco wcześniejszy. Być może służył w wojsku, o czym świadczą wojskowe symbole na jego nagrobku w katedrze poznańskiej. Pełnił liczne funkcje publiczne. Był m.in. sędzią grodzkim nakielskim (1637), starostą jasienieckim (1648). Zdolności polityczne, gospodarcze i małżeństwa spowodowały, że stał się niezwykle majętnym posiadaczem ziemskim. 
Poseł sejmiku generalnego pruskiego na sejm 1650 roku, sejm zwyczajny 1652, sejm nadzwyczajny 1654 roku, sejm 1658 roku.
W 1620 ożenił się z Urszulą Paulusik z Łobżenicy, która szybko zmarła, rodząc jednak wcześniej córkę Ewę (około 1622). Potem miał jeszcze prawdopodobnie dwie żony - Urszulę Świniarską (to małżeństwo nie posiada udokumentowania w źródłach) i Katarzynę Jełowicką. Oprócz Ewy miał jeszcze sześcioro dzieci: Jana, Franciszka Stefana (zapoczątkował linię kurlandzką rodu), Michała Kazimierza (zapoczątkował linię wielkopolską rodu), Piotra, Apolinarię Ludwikę i Konstancję Franciszkę (co najmniej trzech najmłodszych synów z Jełowiecką). W 1638 ufundował ołtarz w kościele bernardyńskim w Bydgoszczy oraz swój grobowiec w jego pobliżu (obie budowle przeniesiono w 1839 do katedry poznańskiej).